# Световно първенство по шахмат 1961
Световното първенство по шахмат през 1961 г. се провежда под формата на мач реванш между действащия световен шампион Михаил Тал и претендента Михаил Ботвиник.
Мачът се състои от 24 партии, като при равенство Тал би запазил титлата си. Провежда се в Москва между 23 март и 20 май 1957 г. Ботвиник печели с 13 - 8 и си връща титлата. Така Ботвиник за трети път става световен шампион. 
Мачът е реванш на мача от 1960 г. в който Тал побеждава и отнема титлата на Ботвиник. Според шахматният автор Лари Пар Тал губи поради лошото си здраве (Тал е пушач, злоупотребява с алкохол и има проблеми с бъбреците), но Тал счита, че Ботвиник е победил, защото е бил по-добре подготвен. 

## Резултати
|                 | 1 | 2 | 3 | 4 | 5 | 6 | 7 | 8 | 9 | 10 | 11 | 12 | 13 | 14 | 15 | 16 | 17 | 18 | 19 | 20 | 21 | Точки |
| --------------- | - | - | - | - | - | - | - | - | - | -- | -- | -- | -- | -- | -- | -- | -- | -- | -- | -- | -- | ----- |
| Михаил Ботвиник | 1 | 0 | 1 | ½ | ½ | ½ | 1 | 0 | 1 | 1  | 1  | 0  | 1  | ½  | 1  | ½  | 0  | 1  | 0  | ½  | 1  | 13    |
| Михаил Тал      | 0 | 1 | 0 | ½ | ½ | ½ | 0 | 1 | 0 | 0  | 0  | 1  | 0  | ½  | 0  | ½  | 1  | 0  | 1  | ½  | 0  | 8     |